# 舞之海秀平
舞之海秀平，(1968年2月17日-），原名長尾秀平，日本青森縣西津輕郡鰺澤町出身的前大相撲力士，現在是演員和相撲解說員。身高171cm、體重101kg，血型b型。所屬的相撲部屋是出羽海部屋。最高位置是東小結。

## 生涯
長尾生於鰺澤町，是日本大學的業餘相撲冠軍，他在那裡學習經濟學。他原本想成為一名教師，但決定加入專業的相撲，以紀念一位在他能夠實現自己成為相撲冠軍的夢想之前去世的親密朋友。但他最初未能通過日本相撲協會的體檢，因為他太矮而無法滿足他們當時身高為173厘米的最低身高要求。他通過說服醫生將矽膠注入他的頭皮，給他必要的幾厘米來解決這個問題。為了防止任何未來的參加者不得不經歷這個痛苦的過程，日本相撲協會改變了規則，允許對不符合最低身高要求的業餘冠軍進行特殊安排。
長尾於1990年5月由幕下60枚目開始專業相撲生涯，並於1991年3月到達十兩級。為了紀念他的晉升，他將四股名從他自己的姓改為舞之海。1991年9月，他在幕內級別首次亮相，獲得了8次勝利，並獲得了技能賞。
舞之海說他在幕內級別的野心是至少達到三役等級，這是他在1994年9月晉升為小結時實現的。1996年7月，當舞之海在一場和重275公斤的小錦八十吉的比賽在獲勝落地時，他摔斷了腿。他被迫退出剩餘的比賽，接下來的所有比賽都落到了十兩。 他於1997年5月回到了幕內，但自從受傷以來，他已經失去了一些速度，他發現自己更難以保住自己。1998年3月，他再次回到十兩；1999年11月從相撲退休。

## 引退後
舞之海在引退後，選擇不繼續作為教練留在相撲界，這一決定引發了相撲協會的一些不安，因為這項運動的受歡迎程度當時處於低潮。相反，他開創了作為電視名人的新職業。仍然可以聽到他評論NHK的相撲廣播。他拒絕了許多政黨作為他們的候選人的提議。他出演2005年好萊塢電影“藝伎回憶錄”，扮演力士宮城山福松。他還曾在境川部屋（由前小結兩國梶之助經營）擔任助理教練。2015年，他出版了一本名為“為什麼日本人不能成為橫綱？”的書。他認為，由於他們豐富的生活方式，日本青年缺乏蒙古力士的“飢餓精神”，他們已經成為最高級別的佼佼者。

## 家庭
舞之海在1997年與一位夜總會經理結婚，並有兩名繼子。